# Rio dos Meros
Rio dos Meros är ett vattendrag i Brasilien.   Det ligger i delstaten Rio de Janeiro, i den sydöstra delen av landet, 900 km söder om huvudstaden Brasília.
I omgivningarna runt Rio dos Meros växer i huvudsak städsegrön lövskog. Runt Rio dos Meros är det ganska glesbefolkat, med 22 invånare per kvadratkilometer.